# Shawnelle Scott
Shawnelle Scott (New York, 16 giugno 1972) è un ex cestista statunitense, professionista nella NBA, in Italia e in Grecia.

## Carriera
È stato selezionato dai Portland Trail Blazers al secondo giro del Draft NBA 1994 (43ª scelta assoluta).

## Palmarès
- Miglior rimbalzista USBL (1996)
- Campione CBA (1999)